# Финансирование терроризма Палестинской администрацией
Финансирование терроризма Палестинской администрацией — денежные вознаграждения в виде зарплат и пособий, выплачиваемые ей террористам, арестованным и заключённым в тюрьму в Израиле, а также ежемесячные выплаты их семьям в случае их гибели, производимые в рамках палестинской политики, закреплённой в законодательстве Палестинской автономии.
Согласно этой политике, палестинский араб, заключённый в тюрьму или пострадавший в результате своей террористической деятельности в связи с палестино-израильским конфликтом, имеет право на выплату заработной платы, а также на пособие его семье. Семья, у которой таким образом погиб один из сыновей, имеет право на ежемесячное содержание от палестинского правительства. Чем больше вред, причинённый террористом, и чем строже вынесенный за это приговор, тем выше оплата. Многие террористы получают гораздо более высокую зарплату, чем средний работник Палестинской автономии.
Эти выплаты зарплат террористам и семьям покойных террористов за 2018 год составляли 7% от общего годового бюджета Палестинской автономии — 1,27 млрд шекелей (около 354 млн. долларов США).

## История
В соответствии с «Законом о пленных и освобождённых пленных», принятым ПНА в 2004 года, все террористы, находящиеся в израильских тюрьмах, имеют право на зарплату в связи с их участием в войне против Израиля (заключенные-уголовники, например, воры, такого права не имеют). Размер зарплаты зависит от характера террористического акта, срока тюремного заключения, назначенного судом, и гражданства террориста. Террористы с израильским гражданством (называемые ПНА «внутренними арабами») получают более высокие зарплаты, чем террористы с палестинским гражданством.
Критики характеризовали эти практики как поощрение террора и «разведение террористов», используя для подобных выплат устойчивое обозначение pay to slay (прим. пер. с англ. «плата за убийства»).
На ПНА оказывалось международное давление, чтобы иностранные пожертвования Палестинской автономии, используемые, в том числе, для финансирования деятельности правительства в Рамалле, не тратились на поощрение террора. В результате, в 2014 г., ПНА закрыла правительственный офис по делам заключенных, открыв при этом «Управление по делам заключенных», оформленное как орган, принадлежащий ООП, но финансируемое по-прежнему за счёт ПНА.
В марте 2018 года, после сокращения финансирования Палестинской автономии со стороны США (акт Тейлора Форса), она вернулась к прямой выплате зарплат террористов, достигшей в том году 7% от её бюджета или 44% от получаемой иностранной помощи — 1,27 млрд шекелей.
Президент Палестинской автономии Махмуд Аббас несколько раз заявлял, что, даже если бы у него был всего один грош, он отдал бы его этим заключенным, поскольку, как он выразился, «их послали мы». В речи Аббаса в феврале 2018 год на официальном палестинском телевидении он заявил, что эти выплаты «являются нашим национальным, человеческим и моральным долгом, а также долгом борьбы. Они поддерживаются руководством и палестинским правительством».
В начале апреля 2019 года ПНА объявила, что, в соответствии с директивой Аббаса, продолжит выплачивать зарплаты террористам, несмотря на Закон о предотвращении выплат террористам, подписанный накануне израильским министром финансов Моше Кахлоном, предписывающий вычитать их сумму из средств, передаваемых Израилем Палестинской автономии.
В июле 2019 года ПНА опубликовала отчет о своих выплатах террористам за первые пять месяцев года на сумму 234 172 000 шекелей, что составляет 46 834 400 шекелей в месяц; отмечается, по сравнению с аналогичным периодом 2018 года, рост примерно на 11,8%.
8 января 2024 года было объявлено о намерении ПНА выплачивать зарплаты террористам «Нухбы» (спецназа ХАМАСа), участвовавшим во вторжении в Израиль 7 октября 2023 года.
10 февраля 2025 года Аббас заявил о реструктуризации системы выплат осуждённым террористам путём выведения её из области ответственности палестинского Министерства социального развития и передачи в ведение Палестинского национального института по расширению экономических прав и возможностей.

## Размер зарплат
«Управление по делам заключенных» ежемесячно выплачивает зарплату любому гражданину Израиля или Палестинской автономии, осужденному за террористическое нападение на израильских евреев или на органы власти Государства Израиль. Размер зарплаты был определен в разделе 12 указа палестинского правительства № 23 от 2010 г. Согласно указу, сумма определялась в зависимости от количества лет, которые террорист сидит в тюрьме. В течение первых трех лет заключения зарплата составляет 1400 шекелей в месяц. С четвёртого года зарплата увеличивается до 2000 шекелей, и так далее (см. таблицу). С 31-го года заключенный получает 12 000 шекелей в месяц (см. таблицу). Для сравнения, средняя зарплата в ПА составляет около 3000 шекелей. Выплаты продолжаются и после освобождения террориста; в совокупности они могут достигать миллионов шекелей.
| Проведено в заключении, лет | Ежемесячная з/п, шекелей |
| --------------------------- | ------------------------ |
| До 3                        | 1400                     |
| 3–5                         | 2000                     |
| 5–10                        | 4000                     |
| 10–15                       | 6000                     |
| 15–20                       | 7000                     |
| 20–25                       | 8000                     |
| 25–30                       | 10 000                   |
| свыше 30                    | 12 000                   |

На зарплате находятся примерно 5000 осуждённых террористов, содержащихся в тюрьмах Израиля, и еще примерно 5500 террористов, которые отбыли срок в тюрьме и были освобождены. Около половины от общего объёма финансирования «Управлением по делам заключенных» идёт самим террористам и около половины — семьям погибших террористов.

## Выплаты и льготы после освобождения

### Единовременная выплата после освобождения
После освобождения все террористы, отсидевшие не меньше года, получают от властей отдельную выплату. Её размер определяется количеством лет, фактически проведенных в тюрьме, аналогично системе, которая используется для расчёта ежемесячных зарплат находящихся в тюрьме террористов. Сумма единовременной выплаты рассчитывается по следующей таблице.
| Проведено в заключении, лет | Выплата при освобождении, долларов США |
| --------------------------- | -------------------------------------- |
| 1—3                         | 1500                                   |
| 3—5                         | 2500                                   |
| 5—8                         | 3500                                   |
| 8—11                        | 4500                                   |
| 11—15                       | 6000                                   |
| 15—18                       | 8000                                   |
| 18—21                       | 10 000                                 |
| 21—25                       | 12 000                                 |
| 25—30                       | 15 000                                 |
| свыше 30                    | 25 000                                 |

### Трудоустройство после освобождения
Также после освобождения каждому террористу с тюремным стажем от 10 лет и каждой террористке с тюремным стажем от 5 лет гарантировано назначение на должность в палестинских службах безопасности или их гражданском аппарате. Звание или ранг также определяются количеством лет, проведенных террористом в тюрьме:
| Проведено в заключении, лет | Ранг на гражданской службе | Звание в службах безопасности |
| --------------------------- | -------------------------- | ----------------------------- |
| 5—6                         | Глава отдела               | Лейтенант                     |
| 6—8                         | Руководитель 3-го ранга    | Капитан                       |
| 8—10                        | Руководитель 2-го ранга    | Майор                         |
| 10—15                       | Руководитель 1-го ранга    | Подполковник                  |
| 15—20                       | Генеральный директор       | Полковник                     |
| 20—25                       | Помощник замминистра       | Бригадный генерал             |
| 25—30                       | Замминистра                | Генерал-майор                 |
| свыше 30                    | Министр                    | Генерал-лейтенант             |

Таким образом, как службы безопасности, так и гражданские структуры ПА пополняются кадрами, отбывшими наказание за терроризм в отношении граждан Израиля.

### Дополнительные льготы
Кроме того, правительство Палестинской автономии гарантирует, что каждый отсидевший за терроризм в израильских тюрьмах не меньше года освобождается от:
- Оплаты за обучение в государственных школах и университетах
- Платежей по медицинскому страхованию
- Платы за обучение по всем официальным программам профессиональной подготовки

Некоторые освобожденные террористы работают в ПА государственными служащими. По каждому из них время пребывания в тюрьме учитывается так, как если бы он в это время работал: закон гласит, что ПА должна платить ему взносы на социальное обеспечение и пенсию за годы, которые он провел в тюрьме.
Согласно закону Палестинской автономии, она компенсирует разницу, если зарплата освобожденного террориста, работающего государственным служащим, окажется ниже зарплаты, которую он получал в тюрьме.

### Пожизненные выплаты
Палестинская автономия выплачивает ежемесячную зарплату террористам пожизненно, если это мужчины с тюремным стажем от 5 лет или женщины с тюремным стажем от 2 лет.

## Фонд шахидов
ПНА содержит Фонд шахидов и раненых, предназначенный для помощи палестинцам, которые были «ранены, убиты или каким-либо другим образом пострадали, присоединившись к революции»; он действует в рамках Министерства социальной поддержки ПНА. На 2016 г., он финансировал 35 100 семей.
ПНА называет этот фонд социальным. Всемирный банк заявил, что «программа явно не направлена на беднейшие домохозяйства. Хотя этому населению должна направляться определенная помощь, но уровень ресурсов, выделяемых Фонду шахидов и раненых, не кажется оправданным с социальной или финансовой точки зрения».

## Общественное мнение в Палестинской автономии
Согласно исследованию профессора Натана Брауна, выплаты семьям заключённых «пользуются всеобщей поддержкой среди палестинцев», считающих их формой солидарности и социальной поддержки.
В июне 2017 года президент ПА Махмуд Аббас назвал усилия по прекращению этих выплат «агрессией против палестинского народа», а зарплаты, выплачиваемые заключенным палестинцам, — «социальной ответственностью».
При опросе, проведённом в декабре 2020 г. Палестинским центром исследования политики и опросов, респондентов спросили: «Учитывая международное и израильское давление на ПА с требованием прекратить выплаты семьям задержанных и шахидов, есть внутренняя палестинская дискуссия о том, чтобы платить этим семьям исходя из финансовых потребностей и размера семьи, а не на основе деятельности шахида или его тюремного стажа. Вы за или против этой идеи?»; 64,7 % граждан ПА высказались против изменений существующей схемы финансирования.

## Судебные иски
После вторжения ХАМАС в Израиль 7 октября 2023 года, сопровождавшегося массовыми убийствами и захватом заложников, раввин Лео Ди подал иск против Палестинской автономии (ПА) и террористической организации ХАМАС иск, требуя компенсации в размере 50 млн шекелей за убийство супруги и двух дочерей. Он пояснил, что включил ПА в число ответчиков, считая её ответственной за «поддержку и финансирование террора», в том числе через Фонд шахидов, отметив значительные масштабы данной схемы финансирования терроризма.